# Jaszniji járás
A Jaszniji járás (oroszul Я́сненский райо́н ) Oroszország egyik járása az Orenburgi területen. Székhelye Jasznij.
A járás területén található a Jasznij űrrepülőtér.

## Népesség
- 1989-ben 7 867 lakosa volt.
- 2002-ben 7 440 lakosa volt.
- 2010-ben 5 043 lakosa volt, melyből 2 820 kazah, 1 358 orosz, 343 ukrán, 124 tatár.